# Honrarás a tu padre
Honrarás a tu padre es un libro de 1971 de Gay Talese acerca de las penurias de la familia criminal Bonanno en los años 1960, especialmente de Salvatore Bonanno y su padre Joseph "Joe Bananas" Bonanno.

## Antecedentes
En 1965, Gay Talese dejó su trabajo como reportero en The New York Times para enfocarse en escribir artículos para revistas como el artículo de 1966 "Frank Sinatra Has a Cold" y proyectos mayores como su libro de 1969 El reino y el poder.  Durante este periodo, sin embargo, Talese había empezado a investigar para un libro acerca de la Mafia.
La investigación para la novela de no ficción empezó cuando Talese se presentó a sí mismo ante el mafioso Salvatore "Bill" Bonanno en una corte en 1965. Ese mismo año, Talese recibió un avance de $30,000 para escribir el libro.  Por casi siete años, Talese entrevistó a Bonanno y a otros miembros de la Mafia extensivamente. Talese incluso viajó a Castellammare del Golfo, Sicilia, para investigar los orígenes ancestrales de los sujetos de su historia. Talese temía, durante la investigación, que el gobierno pudiera citarlo para saber qué había averiguado acerca de la Mafia aunque esto nunca llegó a pasar. El también temió que pudiera ser confundido por uno de los asociados de Bonanno por parte de sus enemigos.

## Trama
El libro empieza cuando Joseph "Joe Bananas" Bonanno es secuestrado en las calles de Nueva York en 1964 y la familia criminal Bonanno es lanzada al desarraigo por dos años en una lucha de poder llamada la Guerra de las Bananas, que culminó en una emboscada armada en la que el hijo de Joe, Bill Bonanno, casi es asesinado.
Aunque enfatizada con encuentros que amenazan la vida de los protagonistas, Talese también recuenta mucho de la vida del mafioso como tan tediosa como la vida de cualquier otra persona; días llenos con televisión, desórdenes alimenticios, tiempo que se pasa con la familia. Mafiosos prominentes como Vito Genovese, Lucky Luciano, Joseph Profaci, se presentan en la versión de Talese, pero la historia se enfoque an los pensamientos de Bill Bonanno acerca de su vida como mafioso. Talese nota las similitudes de la vida de Bill con la de muchos estadounidenses ordinarios; homogeneizados de la cultura de sus ancestros, un exalumno de la Universidad de Arizona donde perteneció a ROTC. Pero como hijo de Joe Bonanno, era un heredero del imperio de su padre, que era una fuente de gran estrés para Bill. El título del libro fue sugerido por la esposa de Bill, Rosalie, como un comentario ácido del efecto dañino de Joe Bonanno en la vida de su esposo.  La insenta introspectiva que Talese extrajo de Bill Bonanno dio lugar a Time Magazine de etiquetarlo como "el golden retriever del periodismo personalizado".  Una reseña en The New York Times señaló que Talese "expresó la impresión de que ser un mafioso es en gran parte lo mismo que ser un deportista, estrella de cine o cualquier otro tipo de "personalidad" pública."
Talese concluye con la tesis controversial de que la mafia italiana era poco diferente que las pandillas que vinieron en olas previas de inmigración como las irlandesas en el siglo pasado o las afroestadounidenses o latinas que Talese veía como las siguientes. Talese atribuyó el ascenso de las pandillas como una consecuencia de la mayoría que oprime a un grupo minoritario.

## Recepción
Luego del éxito del libro previo de Talese El reino y el poder, su libro sobre la mafia estaba destinado al éxito y rápidamente se convirtió en un bestseller. El uso que Talese hizo de técnicas literarias que eran tradicionalmente domino de las historia de ficción (conocido como el  "Nuevo periodismo") aún era tomado con cautela y muchos sospechaban que había una fabricación de la historia, una acusación que Talese tiempo negó enfáticamente. Un crítico en The New York Times escribió que el estilo de Talese en el que "la ficción se impone sobre los hechos tenía el desafortunado efecto de hacer que toda la historia no parezca real."  También en The Times, David Halberstam criticó a los reseñadores previos que no reconocían que la historia de Talese era más real y que había sido criticada por no estar conforme con las ideas preconcebidas de otros críticos acerca de a lo que debería parecerse la mafia. En general, sin embargo, el libro fue aclamado por la crítica.  The Washington Post escribió:

Luego de que los personajes principales se hayan ido, el libro quedará. Una saga familiar tan importante como cualquier otra que hemos visto en este país. Es un libro acerca de padres e hijos, acerca de confianza y traición, acerca del viejo estilo y el nuevo. Es, por supuesto, una tragedia porque el género de la saga familiar, real o imaginada, siempre parece que va para ese destino. Pero el libro también es un imponente comentario sobre los Estados Unidos y el fracaso de su romántica promesa.<

A Joe Bonanno no le gustó el libro y se negó a hablar con su hijo Bill luego de su publicación. Se reportó que Joe sí habló con Talese luego de la publicación y le dijo "mi hijo fue demasiado sincero contigo." Bill Bonanno no estuvo contento con el libro en un inicio tampoco, pero luego de releerlo quedó más cómodo con él y le pidió a Talese que firmara copias para sus hijos.
Para noviembre de 1971, el libro había vendido casi 200,000 copias y una segunda impresión de 160,000 copias había sido ordenada. Los derechos para el libro de bolsillo fueron comprados por $450,000 por Fawcett World Library, una suma mayor que la que Fawcett pagó por los derechos de El padrino de Mario Puzo.
Aunque Bill Bonanno estaba en prisión cuando el libro fue publicado, él luego cooperó en la producción de la miniserie de la CBS, "Honor Thy Father", basada en su rol en el libro y una miniserie de Showtime, "Bonanno: A Godfather's Story" sobre su vida. Antes de su muerte en enero del 2008, Bonanno también apareció en varios programas de noticias y documentales sobre la mafia.

## Película
En 1973 se hizo una película. Fue dirigida por Paul Wendkos y protagonizada por Joseph Bologna como Salvatore Bonanno, Brenda Vaccaro como Rosalie Bonanno, y Raf Vallone como Joseph Bonanno.